# James Demmel
James Weldon Demmel (Pittsburgh, 19 de outubro de 1955) é um matemático e cientista da computação estadunidense. É Distinguished Professor da Cátedra Dr. Richard Carl Dehmel de Matemática e Ciência da Computação da Universidade da Califórnia em Berkeley.
Demmel fez seus estudos de graduação no Instituto de Tecnologia da Califórnia, com pós-graduação com um B.S. em 1975 em matemática. Obteve um Ph.D. em ciência da computação em 1983 na Universidade da Califórnia em Berkeley, orientado por William Kahan, com a tese A Numerical Analyst's Jordan Canonical Form. Após ter uma posição na faculdade da Universidade de Nova Iorque durante seis anos, foi para a Universidade da Califórnia em Berkeley em 1990.
Demmel é conhecido por seu trabalho no LAPACK, uma biblioteca de programas para álgebra linear numérica e mais geralmente para pesquisas de algorítmos numéricos combinando rigor matemático com implementações de elevada performance. Prometheus, um solver multigrid paralelo de elementos finitos escrito por Demmel, Mark Adams e Robert L. Taylor, ganhou o Prêmio Carl Benz na Supercomputing 1999 e o Prêmio Gordon Bell para Adams e seus colaboradores na Supercomputing 2004.
Demmel foi eleito membro da Academia Nacional de Engenharia dos Estados Unidos em 1999, fellow da Association for Computing Machinery em 1999, fellow do Instituto de Engenheiros Eletricistas e Eletrônicos (IEEE) em 2001, fellow da SIAM em 2009, e membro da Academia Nacional de Ciências dos Estados Unidos em 2011. Demmel foi um dos dois honorificados em 1986 com o Prêmio Leslie Fox de Análise Numérica. Em 1993 recebeu o Prêmio James H. Wilkinson, e em 2010 recebeu o Prêmio Sidney Fernbach. Em 2012 tornou-se fellow da American Mathematical Society.
Demmel é casado com Katherine Yelick, professora de engenharia elétrica e ciência da computação da Universidade da Califórnia em Berkeley, e diretora associada do Laboratório de Ciência da Computação do Laboratório Nacional de Lawrence Berkeley.